# Eishockey-Nationalliga (Österreich) 1960/61
Der Meister der Österreichischen Eishockey-Liga 1960/61 wurde zum fünften Mal der Vereinsgeschichte der EV Innsbruck.

## Nationalliga A

### Modus
Die sechs Vereine spielten je zweimal gegeneinander.

### Endtabelle
|    |                       | Sp | S  | U | N | Tore  | Punkte |
| -- | --------------------- | -- | -- | - | - | ----- | ------ |
| 1. | EV Innsbruck          | 10 | 10 | 0 | 0 | 77:15 | 20     |
| 2. | Klagenfurter AC       | 10 | 8  | 0 | 2 | 58:17 | 16     |
| 3. | SG Kitzbühel-Salzburg | 10 | 4  | 0 | 6 | 37:43 | 8      |
| 4. | SV Leoben             | 10 | 3  | 1 | 6 | 26:73 | 7      |
| 5. | WEV                   | 10 | 3  | 0 | 7 | 33:46 | 6      |
| 6. | Villacher SV          | 10 | 1  | 1 | 8 | 26:63 | 3      |